# Clark Material Handling Company
Clark Material Handling Company (или CMHC) — южнокорейский производитель подъёмно-погрузочной техники и складского оборудования, имеющий представительства в странах России, Европы, Северной и Южной Америки, Азии, Тихоокеанского региона, Ближнего Востока и Африки.

## Собственники
Clark Material Handling Company контролируется южнокорейским промышленным конгломератом Young An Hat Company.

## Руководство
Главный исполнительный директор и президент — Деннис Лауренц (англ. Dennis J. Lawrence), ревизор — Фаррух Гани (англ. Farrukh Ghani), операционный директор — Чак Морац (англ. Chuck Moratz), исполнительный вице президент — Мишель Гроссман (англ. Michael Grossman), вице президент по продажам и маркетингу — Джек Шейф (англ. Jack Shafe), вице президент по развитию бизнеса — Скотт Джонсон (англ. Scott Johnson), национальный директор по продажам — Бо Масланик (англ. Bo Maslanyk).

## История

### 1910-е
В 1917 г. первый трактор-тягач был сконструирован сотрудниками компании CLARK в Бьюкенене, штат Мичиган. Tructractor был первым в мире промышленным тягачом, работающем на бензиновом двигателе.
Изначально конструкция включала плоскую платформу, на которую груз устанавливали вручную. Его использовали для перевозки материалов между складами. Тем не менее, посетители завода были впечатлены практичностью этого оборудования и попросили фирму CLARK изготовить такие машины и для них.
В 1918 г. было изготовлено восемь, а в 1919 году уже более 75 тракторов-тягачей модели Tructractor.
В 1919 г. Отделившись от компании CLARK Equipment, была образована компания CLARK Tructractor в городе Бьюкенен, штат Мичиган. Сегодня компания CLARK Material Handling — это прямой последователь компании CLARK Tructractor.
CLARK отправляет первый Tructractor во Францию и выходит на экспортный рынок.

### 1920-е
В 1921 г. компания Clark изготовила модель Trucklift грузоподъёмностью от 2 до 5 т.
Когда началась Вторая мировая война Clark оставался лидером на рынке. 90 % всех погрузчиков, используемых военной армией США, были изготовлены Clark.
В 1922 г. на рынок выходит новая модель, подъёмно-транспортная машина Truclift, работающая на двигателе внутреннего сгорания. Truclift был первой в мире подъёмно-транспортной машиной с гидравлическим подъёмным механизмом.
В 1923 г.первые на рынке представлен Duat: трехколесник, способный поднять груз весом 750 кг. Модель длительное время изменялась. Ходовая часть (рама) использовалась в качестве основания погрузчика с гидравлической системой подъёма, передним ведущим колесом, механическим управлением задним мостом, крепким противовесом и резиновыми шинами.
Машины Tructractor and Truclift теперь производятся на новом заводе CLARK в Батл-Крик, Мичиган.
В 1924 г. компания продает за границу продан новый Duat. Усовершенствованная модель стала первым в мире вилочным погрузчиком, работающем на бензиновом двигателе.
В 1926 г. была представлена новая модель: буксирный тягач Clarkat, способный выдержать вес до 2600 фунтов. Clarkat заменил Duat, способный перевозить лишь 1500 фунтов. Clarkat выпускался вплоть до 1982 года.
В 1927 г. вышел новый буксирный тягач Clarktor. Его использовали для буксировки самолётов и прицепов для внутрискладских перевозок. Модель была оснащена автоматическим самопуском. Clarktor оставался на рынке до 1987 года.
В 1928 г. вышел Tructier — первый в мире вилочный погрузчик с двигателем внутреннего сгорания, работающий по законам гидравлики.

### 1930-е
В 1938 г. Carloader, первый в мире компактный вилочный погрузчик, вышел в 1938 году и выпускался вплоть до 1964. Модель сразу стала очень популярна и другие производители вилочных погрузчиков поспешили выпустить подобные модели.
В 1939 г. сконструирован Utilitruc — новый сверхмощный вилочный погрузчик повышенной надёжности, который использовался в сфере машиностроения и для погрузки и разгрузки кораблей.

### 1940-е
В 1942 г. впервые был изготовлен электрический погрузчик. Этот вид техники начал появляться и в Европе.
В 1941 г. новый Clipper становится стандартной моделью вилочных погрузчиков своего класса и сразу же занимает 50 % долю продаж на рынке среди вилочных погрузчиков грузоподъёмностью в 2000 фунтов. Как и модели Carloader и Utilitruc, Clipperвыпускался до 1964 года.
В 1941—1945 г. почти 90 % вилочных погрузчиков и тягачей, которые государство использует в военных целях, заказаны у фирмы Clark. Во время Второй мировой войны в Америке не было ни одного аэродрома без тягача или вилочного погрузчика фирмы Clark. Благодаря этому к концу войны слова «Clark» и «вилочный погрузчик» стали синонимами в сознании людей.
В 1942 г. Появляются новые модели Electric Clipper, Carloader и Utilitruс. Однако их не производят до 1945 года из-за военной потребности в моделях Carloader and Clarktors.
В 1943 г. Новый Planeloader — первый грузоподъёмник на пневматическом ходу фирмы Clark. Он был специально сконструирован для внедорожных операций во время Второй мировой войны. Кроме того, модель Planeloader использовалась фермерами и авиалиниями.
В 1946 г. Yardlift 40 — первый из линии погрузчиков с пневматическими шинами. Он предназначался для использования в сфере производства как на улице, так и в помещении.
В 1948 г. Вышла инновационна деталь Dynatork. Dynatork — это электромагнитное передающее устройство между двигателем внутреннего сгорания и трансмиссией. Оно стало заменой сухому фрикционному сцеплению, которое использовалось в конструкции вилочных погрузчиков ранее.
CLARK Equipment заключает лицензионное соглашение с компанией Tutt-Bryant Limited в Сиднее, Австралия. Это положило начало зарубежных продаж компании Clark.

### 1950-е
1950 г.
CLARK Equipment заключает лицензионное соглашение с Schultz-Stinnes of Essen, Germany. К 1952 году фирму, с которой было заключено соглашение, переименовали в Ruhr Intrans Hubstapler и перенесли в город Мюльхайм, где для европейского рынка выпускались вилочные погрузчики Clark.
1951 г. автопогрузчики Hydrolift (работающий на двигателе внутреннего сгорания) и Electrolift впервые выходят на рынок. Выпущенные позже под названием Powrworker, погрузчики модели Electrolift были электрическими погрузчиками, работающими от батарей.
1953 г. открылся первый европейский завод в Мюльхайм.
1956
Clarklift — новая линия вилочных погрузчиков. Выпускались модели как с пневматическими шинами, так и с шинами с обрезиненным ободом, а также модели, работающие либо на бензине, либо на электричестве. В конечном счете Clarklift заменили Carloader, Utilitruck и Clipper.

### 1960-е
1964
Clark — первый производитель погрузчиков, выпускающий абсолютно все свои модели с кабиной, закрытой сверху, и спинкой сидения машиниста.
Открыто производство погрузчиков CLARK Equipment на заводе в Канаде.
1967
TW15/20 — первый электрический трехколёсный погрузчик в США. Этот легкоуправляемый погрузчик сразу стал востребован во многих областях: при работе на складах, перевозке грузов и др. TW15/20 эволюционировал до 24-вольтного TM10/15S в 1981 году, а TM10/15S, в свою очередь, в 36-вольтный TM15/20 в 1986.
1968
C500 — линия электрических и бензиновых погрузчиков с шинами любого вида. Вилочные погрузчики Clark линии C500 выдерживали вес от 2000 до 80,000 фунтов. Модельный ряд C500 заменил ряд Clarklift.

### 1970-е
1972
Появляются погрузчики CLARK с новой системой двойного питания.
1974
Завод CLARK в Джорджтауне, Кентукки, начинает производить прочные сидячие узкопроходные электрические погрузчики.
1976
CLARK изготовляет своё 500 000-ное устройство. Им оказался четырёхколёсный вилочный погрузчик C500-50 с двигателем внутреннего сгорания. Его подарили Западно-Мичиганскому университету в 1977 году, где он до сих пор находится в эксплуатации.

### 1980-е
1981
Новые комфортные эрогономичные электрические четырёхколесники ECA17-30 и EPA 20-30 вышли на рынок. ECA эволюционировала в 1987 году в модель в ECS17-30, которая, в свою очередь, стала моделью ECG20-32 в 1996.
1983
Запущена программа CLARK по совершенствованию безопасности работы. Патент на это новшество был любезно предоставлен всем производителям вилочных погрузчиков совершенно бесплатно.
1985
Выходят новые модели серии GCS/GPS «System». Концепция этого модельного ряда состояла в том, что покупатель сам мог выбрать, какой двигатель, трансмиссию и другие детали он хочет.

### 1990-е
1991
CLARK — первая компания-производитель, которая предложила, по желанию покупателя, устанавливать двигатель, работающий на компримированном природном газе. Это стоило меньше и сокращало вредные выбросы в атмосферу.
1994
На рынок представлен модельный ряд четырёхколёсных вилочных погрузчиков на пневматическом ходу — Genesis. Genesis оснащен системой защиты оператора с резиновой изоляцией, обеспечивающей комфортную работу и ставшей стандартом отрасли по показателям продуктивности и надёжности.
1997
Изготовлен миллионный погрузчик Clark. Модель CDP25H Megastat теперь можно увидеть в любое время в выставочном помещении Clark Material Handling в городе Лексингтон, штат Кентукки.
1998
CLARK Material Handling приобретает Samsung Fork Lift Company в Корее. Завод, который теперь называется CLARK Material Handling Asia, проектирует и выпускает на мировой рынок грузоподъёмники Clark.
На мировой рынок погрузчиков представлена серия CLARK M-Series, спроектированная и изготовленная компанией CLARK Material Handling Asia.

### 2000-е
2001
Серия CLARK Gen2 на мировой рынок погрузчиков. Gen2 выдерживают вес от 4000 до 6500 фунтов. Серия спроектирована и выпущена компанией Clark Material Handling Asia.
2002
Выходит новая серия электрических грузоподъёмников EPX20/30.
2003
Молодая корейская компания An Hat присоединяется к CLARK Material Handling Company и CLARK Material Handling Asia.
2004
Отделение CLARK Europe GmbH открывает новую штаб-квартиру в Германии.
2005
Компания Clark открывает новую штаб-квартиру в городе Лексингтон, штат Кентукки.
Новые модели TMX12-25 и ECX20-32 — это sit-down electric riders with new 100 % AC technology. TMX12-25 и ECX20-32 AC менее шумные, чем их предшественники и требуют меньше эксплуатационных расходов.
2006
Производство перемещено на новый завод в городе Лексингтон, штат Кентукки.
Открывается новый завод в Китае.
Выпущен новый быстроходный вилочный погрузчик на пневматическом ходу GEX20/30. Мост с управляемыми колесами и нулевым радиусом поворота обеспечивает невероятную маневренность.
2007
CLARK представляет сверхмощную четырёхколесную модель C60-80, которая предназначена для транспортировки строительных материалов, погрузки и разгрузки кораблей и работы на складах.

### 2010-е
2011
в Ганновере, состоялась выставка CEMAT 2011, компания Полюс получила звание лучшего продавца техники CLARK в Европе за 2010 год.
Clark выпускает первый буксирный трактор CTX 40/70.
Появляется приложение Clark для Ipad и Iphone.

## История моделей

### Trucklift
Trucklift был единственный заводской погрузчик с бензиновым двигателем и подъёмной платформой, которым управлял стоящий водитель. Trucklift совмсетили с шинами из резины, а через два года впервые в комплектацию добавили мачту, дающую возможность штабелировать грузы на запланированной высоте.

### Clarkat
Clarkat — буксирный тягач, способный выдержать вес до 2600 фунтов. Clarkat заменил Duat, способный перевозить лишь 1500 фунтов. Clarkat выпускался вплоть до 1982 года.

### Duat
Duat — это трехколесник, передвигающийся на бензиновом двигателе. Модель относится к предшественником вилочных погрузчиков с противовесом.
Модель длительное время изменялась ходовая часть (рама) использовалась в качестве основания погрузчика с гидравлической системой подъёма, передним ведущим колесом, механическим управлением задним мостом, крепким противовесом и резиновыми шинами.
В 1924 г. компания продает за границу продан новый Duat. Усовершенствованная модель стала первым в мире вилочным погрузчиком, работающем на бензиновом двигателе.

### Tructier
Tructier — первый в мире вилочный погрузчик с двигателем внутреннего сгорания, работающий по законам гидравлики.

### Carloader
Carloader, первый в мире компактный вилочный погрузчик, вышел в 1938 году и выпускался вплоть до 1964.
Модель сразу стала очень популярна и другие производители вилочных погрузчиков поспешили выпустить подобные модели.

### Yardlift
Yardlift 40 — первый из линии погрузчиков с пневматическими шинами. Он предназначался для использования в сфере производства как на улице, так и в помещении.

### Clarklift
Clarklift — новая линия вилочных погрузчиков. Выпускались модели как с пневматическими шинами, так и с шинами с обрезиненным ободом, а также модели, работающие либо на бензине, либо на электричестве. В конченом счете Clarklift заменили Carloader, Utilitruck и Clipper.

### TW15/20
TW15/20 — первый электрический трехколёсный погрузчик в США. Этот легкоуправляемый погрузчик сразу стал востребован во многих областях: при работе на складах, перевозке грузов и др. TW15/20 эволюционировал до 24-вольтного TM10/15S в 1981 году, а TM10/15S, в свою очередь, в 36-вольтный TM15/20 в 1986.

## Деятельность

### Офисы
- CLARK Material Handling International — главный офис компании Clark. Был основан 16 июля 1998 года. Объект расположен на 15 акрах и насчитывает более 460 сотрудников. Завод имеет O 9001 и ISO 14001 сертификат.
- QINGDAO CLARK Material Handling, LTD (CMHCN) — главный офис в Китае.
- Clark North America Headquarters — Штаб-квартира в Лексингтоне, США. Офис насчитывает девять акров включает в себя два здания, первый на 100 000 фут², где размещены отдел продаж и маркетинга, обслуживания клиентов техники, послепродажное обслуживание и поддержка, финансы, закупки, исследования и развитие производства. Второе здание имеет 52 000 фут² и в первую очередь необходимо для хранения разного инвентаря и оборудования.
- CLARK Parts Distribution Center — офис расположен в Луисвилле, штат Кентукки. Был открыт в декабре 1999 года. Расположен на площади в 180 000 фут² и используется как склад.
- CLARK Material Handling Europe (CMHEU) — главный офис в Германии.
- CLARK Material Handling CHILE (CMHCH) — главный офис в Чили.
- CLARK Material Handling BRAZIL (CMHBR) — главный офис в Бразилии.
- CLARK Material Handling COSTA RICA (CMHCR) — главный офис в Коста-Рике.

### Заводы
- Пучхон (Южная Корея).
- Кингдао (англ. Quingdao; Китай).

## Интересные Факты
- По данным компании, около 350000 вилочных погрузчиков в настоящее время в эксплуатации по всему миру.
- Именно Кларк приписывают изобретение первых грузовиков в мире, с гидравлическим подъёмным механизмом в 1920 г.[7]
- Фирма Clark получает военную награду за отличное военное производство.
- Clark — первая фирма, поместившая на погрузчики этикетку-предупреждение.
- Clark первой начала выпускать инновационную деталь Dynatork. Dynatork — это электромагнитное передающее устройство между двигателем внутреннего сгорания и трансмиссией. Оно стало заменой сухому фрикционному сцеплению, которое использовалось в конструкции вилочных погрузчиков ранее.
- Clark — первый производитель погрузчиков, выпускающий абсолютно все свои модели с кабиной, закрытой сверху, и спинкой сидения машиниста Открыто производство погрузчиков CLARK Equipment на заводе в Канаде.